# Christian Smolik
Christian Smolik (* 30. März 1944 in Goslar; † 2. August 2010 in Marklkofen-Freinberg; eigentlich: Hans-Christian Smolik) war ein deutscher Ingenieur. Smolik entwickelte Details der Fahrradtechnik weiter und machte das „Tuning“ von Fahrradteilen in der Rennradszene populär.
Smolik war auch Langstreckenläufer, Radrennfahrer, Geschäftsmann und publizierte im Fahrradmagazin Tour sowie etlichen Büchern.

## Leben
Smolik ging nach der Lehre als Maschinenschlosser acht Jahre zur Bundeswehr. Dann studierte er Ingenieurwissenschaften für physikalische Technik. Er arbeitete als Messtechniker, ehe er sich 1982 als Fahrradrahmenkonstrukteur selbstständig machte.
Smolik gilt als bedeutendster Verfasser deutschsprachiger Literatur zum Thema Fahrradtechnik und als „Fahrradtechnik-Papst“. Smolik begann seine publizistische Laufbahn bei der Zeitschrift Tour als Ressortleiter Technik. Er schrieb außerdem etliche Fachartikel in den Zeitschriften Radmarkt und Aktiv Radfahren sowie zahlreiche Bücher über Fahrradtechnik. Sein Fahrradreparaturbuch und Das große Fahrradlexikon gelten als Standardwerke im deutschsprachigen Raum und darüber hinaus.
Christian Smolik arbeitete als freier Produktentwickler für verschiedene Fahrradhersteller und hatte mehrere Patente auf ausgefallene Fahrradtechnik wie z. B. eine Gabel mit negativer Krümmung. Er entwickelte auch die heute weitverbreiteten Bremshebel für Rennräder mit integriertem Schrittschalthebel, die er 1981 zum Patent anmeldete und dem deutschen Traditionshersteller Sachs ohne Erfolg zur Vermarktung anbot. Nachdem Smolik das Patent aus Kostengründen fallengelassen hatte, brachte der japanische Hersteller Shimano 1989 eine entsprechende eigene Bremsgriffschaltung auf den Markt. In seiner Zeit bei der Firma Canyon entstand unter seiner Anleitung das bis dahin leichteste Rennrad der Welt, das komplett fahrtüchtig nur 3751 Gramm wog.
2010 starb Smolik im Alter von 66 Jahren nach schwerer Krankheit.

## Werke (Auswahl)
- Stefan Etzel, Christian Smolik: Das große Fahrradlexikon, Technik – Praxis – Material von A bis Z. Bielefelder Verlagsanstalt, 1997, ISBN 3-87073-127-3.
- Christian Smolik, Stefan Etzel: Das neue Fahrrad-Reparaturbuch. Bielefelder Verlagsanstalt, 1999, 9. Auflage 2010, ISBN 3-87073-055-2.
- Peter Barzel, Michael Bollschweiler, Christian Smolik: Die neue Fahrradtechnik: Material, Konstruktion, Fertigung. Bielefelder Verlagsanstalt, 2008, ISBN 3-87073-322-5.
- Christian Smolik: Fahrrad-Rahmenbau. Material, Geometrie, Fertigung. Verlag Moby Dick, 1997, ISBN 3-922843-95-6.
- Christian Smolik: Fahrradtuning für Rennrad und Mountainbike. Verlag Moby Dick, 1998, ISBN 3-89595-001-7.